# Rosario de Perijá
Rosario de Perijá é um município da Venezuela localizado no estado de Zulia.
A capital do município é a cidade de La Villa del Rosario.